# Guignen
Guignen (bret. Gwinien) – miejscowość i gmina we Francji, w regionie Bretania, w departamencie Ille-et-Vilaine.
Według danych na rok 1990 gminę zamieszkiwało 2146 osób, a gęstość zaludnienia wynosiła 40 osób/km² (wśród 1269 gmin Bretanii Guignen plasuje się na 286. miejscu pod względem liczby ludności, natomiast pod względem powierzchni na miejscu 59.).